# Cot Teungkubatee Ateueh
Cot Teungkubatee Ateueh är en kulle i Indonesien.   Den ligger i provinsen Aceh, i den västra delen av landet, 1 800 km nordväst om huvudstaden Jakarta. Toppen på Cot Teungkubatee Ateueh är 137 meter över havet.
Terrängen runt Cot Teungkubatee Ateueh är platt åt nordost, men åt sydväst är den kuperad.Runt Cot Teungkubatee Ateueh är det ganska glesbefolkat, med 47 invånare per kvadratkilometer. Omgivningarna runt Cot Teungkubatee Ateueh är en mosaik av jordbruksmark och naturlig växtlighet.